# Curt Schweicher
Curt Schweicher (geboren 29. Juli 1908 in Trier; gestorben 26. Juni 1988 ebenda) war ein deutscher Kunsthistoriker und Museumsdirektor.

## Leben
Curt Maria Bertram Schweicher war ein Sohn des Lehrers Nikolaus Schweicher und der Aline Bayer. Er besuchte das Friedrich-Wilhelm-Gymnasium in Trier. Ab 1927 studierte er Romanistik und Germanistik in Bonn und München. Von 1929 bis 1933 studierte er Kunstgeschichte, Archäologie und französische Literatur in Paris, Berlin und Bonn, konnte das Studium aber nicht abschließen, da er nach der Machtübergabe an die Nationalsozialisten 1933 exmatrikuliert wurde.
Er heiratete die Kunstmalerin Margrit Lauer (1914–2002). Als sie anderen Regimegegnern halfen, drohte ihnen die Verhaftung durch die Gestapo, und sie flohen 1940 in die Schweiz, wo er in Genf interniert wurde. Schweicher setzte 1945 in Zürich sein Studium  fort und wurde 1947 bei Gotthard Jedlicka mit einer Dissertation über Edouard Vuillard promoviert.
Ab 1948 unterrichtete Schweicher an der Volkshochschule Trier und übernahm 1950 kurzzeitig deren Leitung. 1951 wurde er zum Direktor des neugegründeten Museums Morsbroich in Leverkusen bestellt. 1957 war er Mitgründer und Redakteur der Zeitschrift für Architektur, industrielle Formgebung und angewandte Kunst form. 1959 bis 1961 arbeitete Schweicher als Dozent an der Staatlichen Werkkunstschule Kassel und war  Mitherausgeber der Zeitung Kasseler Morgen. 1961 übernahm er die Leitung des Städtischen Museums Simeonstift in Trier, wo er 1974 in den Ruhestand ging. In der Stadt sorgte er für Unruhe, als er 1969 die Kunstklasse von Joseph Beuys zu einer Ausstellung einlud: Herrn Museumsdirektor Dr. Curt Schweicher. Darf es auch etwas ausgefallener sein? Ausstellung der Beuys-Klasse im Städtischen Museum Trier.
Schweicher schrieb Rezensionen für das Feuilleton der Neuen Zürcher Zeitung. Er übersetzte aus dem Französischen eine Vielzahl von kleinen Kunstbüchern, die in Deutschland beim Bertelsmann Lesering herausgebracht wurden.

## Schriften (Auswahl)
- Die Bildraumgestaltung, das Dekorative und das Ornamentale im Werke von Edouard Vuillard. Dissertation. Universität Zürich, 1949.
- Monet. Scherz, Bern 1949.
- Daumier. Lesering: Das Bertelsmann Buch, Gütersloh 1953.
- Die Kunst ist tot – es lebe die Kunst. Nachwort Martin Gosebruch. Scherpe, Krefeld 1960.
- Joseph-Emile Muller: Klee. Figuren und Masken. Übersetzung Curt Schweicher. Mohn, Gütersloh 1961,
- Künstler der Gegenwart. Maler, Bildhauer, Architekten. Mohn, Gütersloh 1962.